# Zoe Lee
Zoe Samantha Lee (ur. 15 grudnia 1985) – brytyjska wioślarka. Srebrna medalistka olimpijska z Rio de Janeiro.
Zawody w 2016 były jej pierwszymi igrzyskami olimpijskimi. Medal zdobyła w ósemce. W tej konkurencji wywalczyła cztery medale mistrzostw Europy: złoto w 2016, srebro w 2014 i 2019, brąz w 2012.